# Rentières
Rentières är en kommun i departementet Puy-de-Dôme i regionen Auvergne-Rhône-Alpes i centrala Frankrike. Kommunen ligger i kantonen Ardes som tillhör arrondissementet Issoire. År 2022 hade Rentières 102 invånare.

## Befolkningsutveckling
Antalet invånare i kommunen Rentières
| Referens: INSEE |